# Mangalore
Mangalore este un oraș în India.